# Bernd Müller (Fußballspieler, 1955)
Bernd Müller (* 2. August 1955 in Lauchhammer) ist ein ehemaliger deutscher Fußballspieler in der Abwehr. Er spielte für die BSG Energie Cottbus in der DDR-Oberliga.

## Karriere
Müller spielte in seiner Jugend von 1961 bis 1968 bei seinem Heimatverein BSG Motor Lauchhammer-Ost. Danach wechselte er in die Jugendabteilung der BSG Energie Cottbus und blieb dort bis 1971. Anschließend nahm der BFC Dynamo Müller unter Vertrag, bevor er 1976 wieder zur BSG Energie Cottbus zurückkehrte. Dort kam er in seiner ersten Saison 1976/77 auf neun Spiele und zwei Tore. Waren es in der folgenden Saison 1977/78 auch lediglich elf Einsätze, konnte er seine Einsatzzeit in den nächsten Spielzeiten zunehmend erhöhen und kam bis zum Saisonende 1980/81 auf 62 Spiele und acht Tore. Beim FDGB-Pokal 1978/79 erreichte Müller mit Cottbus das Viertelfinale, in dem man gegen die SG Dynamo Dresden verlor. Nach dem Aufstieg in die Oberliga erzielte er 1981/82 ein Tor in 17 Ligaspielen. Sein Debüt hatte er am 22. August 1981, als er am 1. Spieltag bei einer 0:5-Niederlage gegen Rot-Weiß Erfurt in der Startelf stand. Am 13. März 1982 (17. Spieltag) gelang ihm sein erster Treffer im Spiel gegen die BSG Wismut Aue. Das Tor fiel in der 4. Minute, das Spiel endete mit einem 3:2-Sieg für Cottbus. Nach dem Wiederabstieg folgten für Müller zwei Spielzeiten mit je 13 Einsätzen. Danach absolvierte er kein Spiel mehr für die erste Mannschaft. 1986 wechselte Müller zur BSG Motor Forst, wo er seine Karriere 1990 beendete.